# Mémorial et centre d'information des victimes de la politique nazie « d'euthanasie »

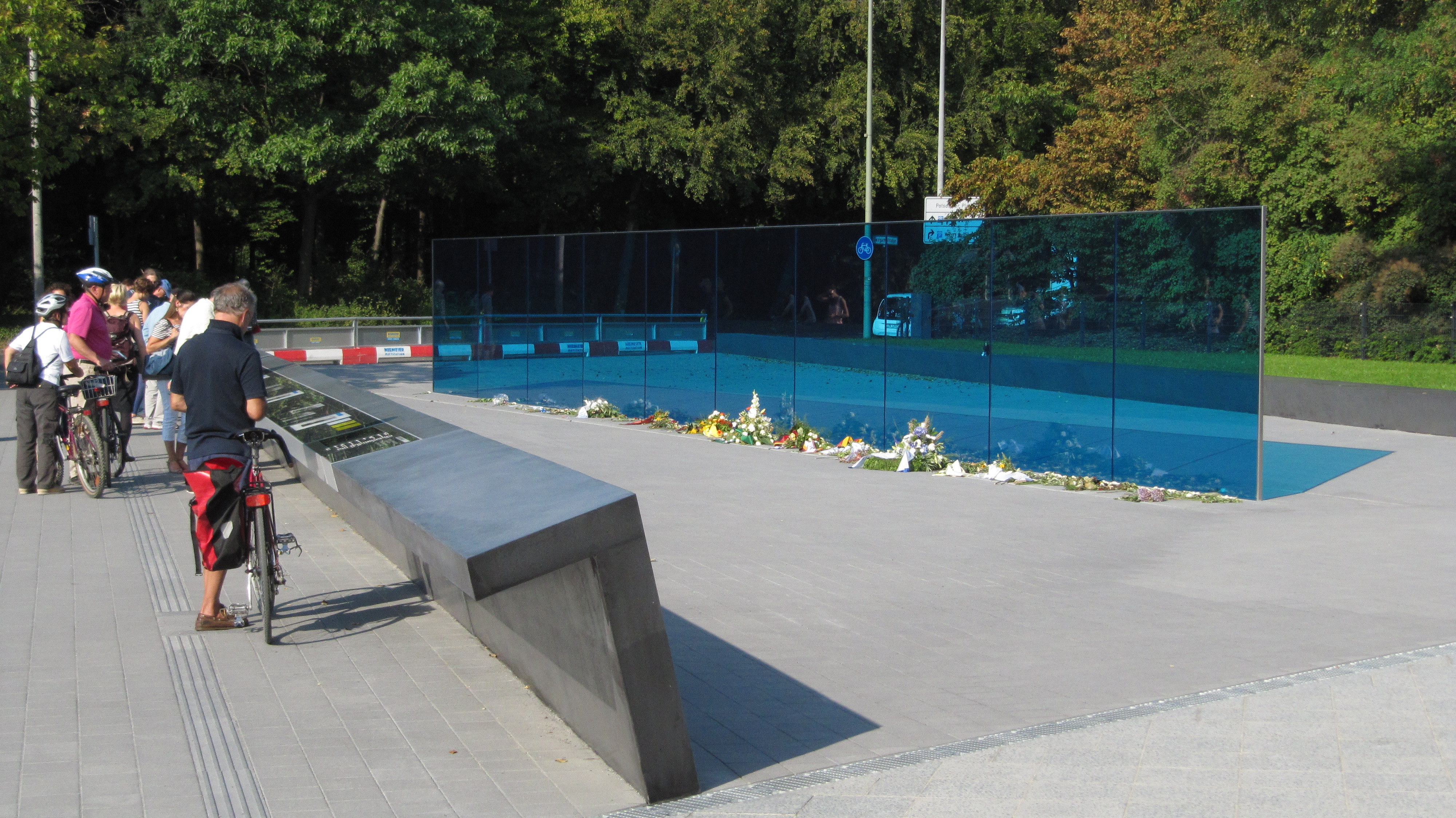
Le mémorial et centre d'information, en 2014

Le mémorial et centre d'information des victimes de la politique nazie « d'euthanasie » est situé sur le lieu historique de l'Aktion T4, au Tiergartenstrasse 4, dans le quartier de Berlin-Mitte. Il commémore les victimes, malades mentaux et personnes handicapées, assassinés de 1939 à 1945 dans le cadre du massacre systématique de patients organisé par le Troisième Reich. Le mémorial a ouvert le 2 septembre 2014.

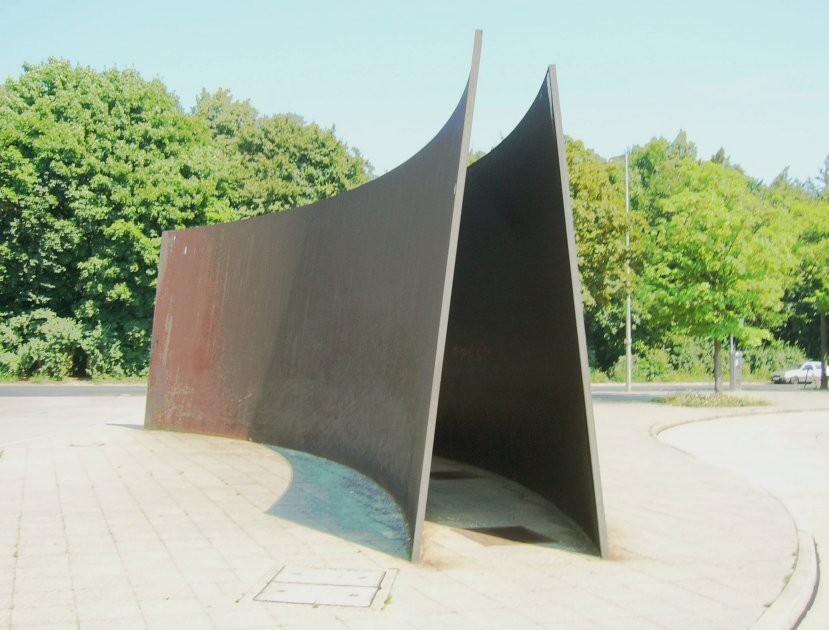
Berlin Junction, 1986

Le mémorial se trouve à proximité des principaux autres lieux de mémoire aux victimes des crimes nazis, le mémorial aux Juifs assassinés d'Europe, le mémorial aux Roms européens assassinés pendant le nazisme et le mémorial aux homosexuels persécutés pendant la période nazie. Il est géré, comme ces derniers, par la Fondation du Mémorial aux Juifs assassinés d'Europe.

## Lieu historique de l'Aktion T4
L'organisation chargée de la politique de l'Aktion T4 avait son siège depuis avril 1940 dans une villa du Tiergartenstrasse 4, d'où elle tirait son nom de code. Elle déménage en grande partie au centre de Hartheim avant même que le bâtiment berlinois ne soit sévèrement endommagé par les bombes en 1944.  En raison des dégâts subis pendant la guerre, le bâtiment est détruit dans les années 1950. La philharmonie de Berlin est construite en 1963 à proximité, selon les plans d'Hans Scharoun, et plus tard un terminus de plusieurs lignes de bus.

## Premières formes de commémoration
Les premières tentatives de commémoration, souvent à l'initiative de simples citoyens, datent seulement des années 1980. L'historien Götz Aly conçoit en 1987 une petite exposition historique mobile dans un bus à impériale stationné plusieurs semaines devant la Philharmonie. Cette exposition suscite un débat qui aboutit bien plus tard à la transformation, décidée par la ville de Berlin, de la sculpture d'acier Berlin Junction de Richard Serra, qui existe depuis janvier 1988, en un monument à la mémoire des victimes de la politique nazie « d'euthanasie ». La sculpture se compose de deux grandes plaques verticales incurvées d'acier rouillé, de 3 cm d'épaisseur et de 3 m de haut, qui, ensemble, forment un étroit corridor que les visiteurs peuvent emprunter. Afin de renforcer cette vocation de mémorial, le Sénat de Berlin fait apposer une dalle commémorative sur le sol, à côté de la sculpture:

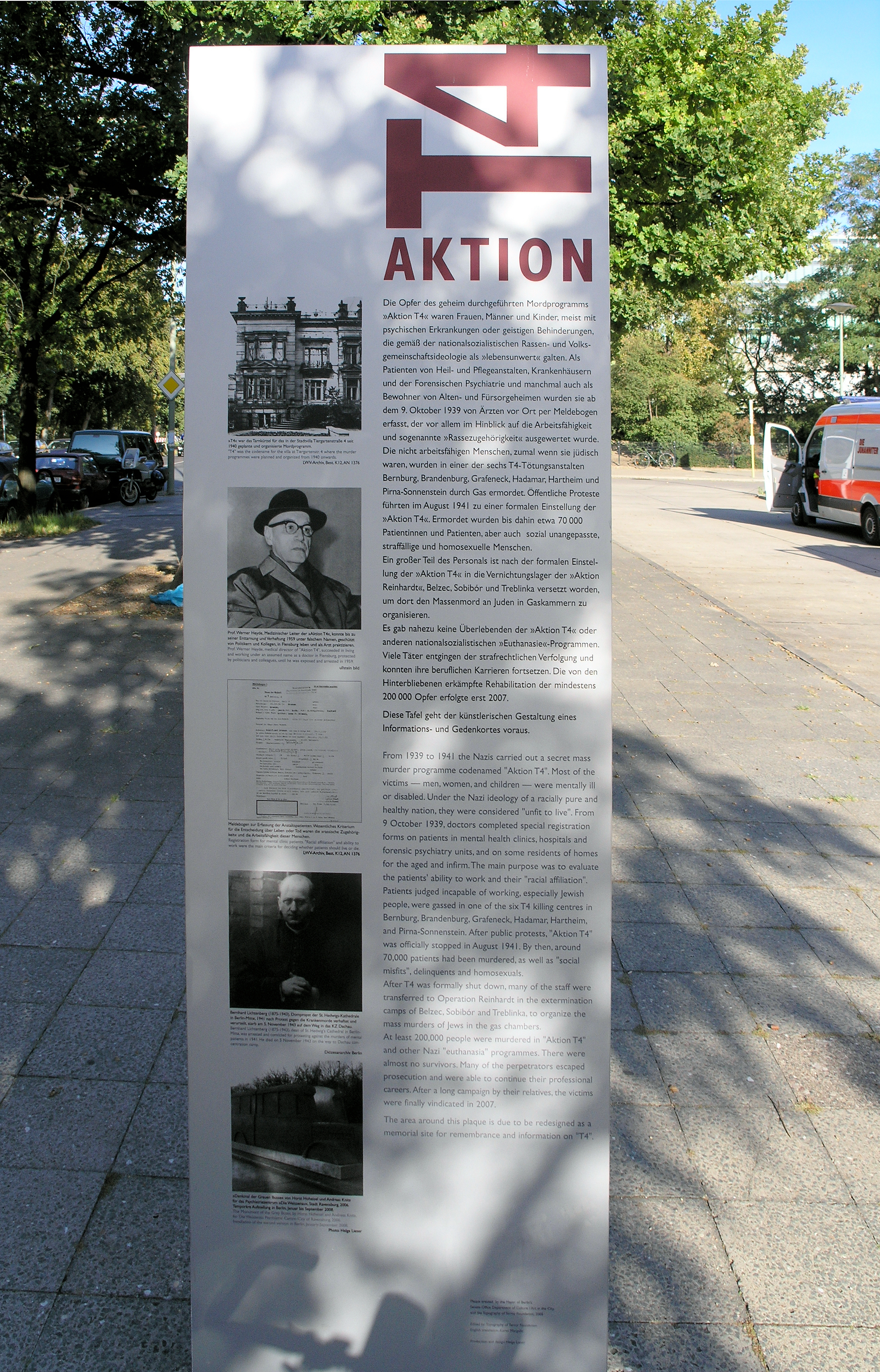
Stèle commémorative au Tiergartenstrasse 4

La conception du mémorial est alors fréquemment critiquée, car il est facile de ne pas remarquer cette dalle très discrète, et la sculpture évoque bien plus une contribution artistique contemporaine qu'un monument en mémoire des victimes : « Il est urgent de créer un mémorial adapté pour les victimes de la politique nazie d'euthanasie, étant donné que l'actuelle sculpture devant la Philharmonie, bien que située sur le lieu historique, n'est pas perçue ni reconnue comme mémorial ». Cette revendication mémorielle est portée par différents groupes auprès des représentants du gouvernement fédéral comme du gouvernement du Land de Berlin,.
Un panneau d'information installé en 2008 sur le trottoir de la Tiergartenstrasse vient compléter l'ensemble de la sculpture et de la dalle commémorative. Le mémorial itinérant des « bus gris » s'installe également en 2008 devant la Philharmonie. Une exposition à l'air libre commémore, en 2013 et dans le cadre du thème de l'année berlinoise Zerstörte Vielfalt  (en allemand, diversité détruite) les victimes de l'Aktion T4 sur le terrain de la Philharmonie,.

## Décision de création du mémorial
La décision de créer un mémorial en complément des éléments existants est prise par le Bundestag le 10 novembre 2011, à l'initiative des groupes parlementaires de la CDU/CSU, SPD, FDP et du Bündnis 90/Die Grünen.
L'architecte Ursula Wilms, son mari l'architecte paysager Heinz W. Hallmann (auteur des plans du centre de documentation de la Topographie de la terreur), et l'artiste Nikolaus Koliusis emportent la compétition architecturale. Le mémorial est situé au nord de la Philharmonie.

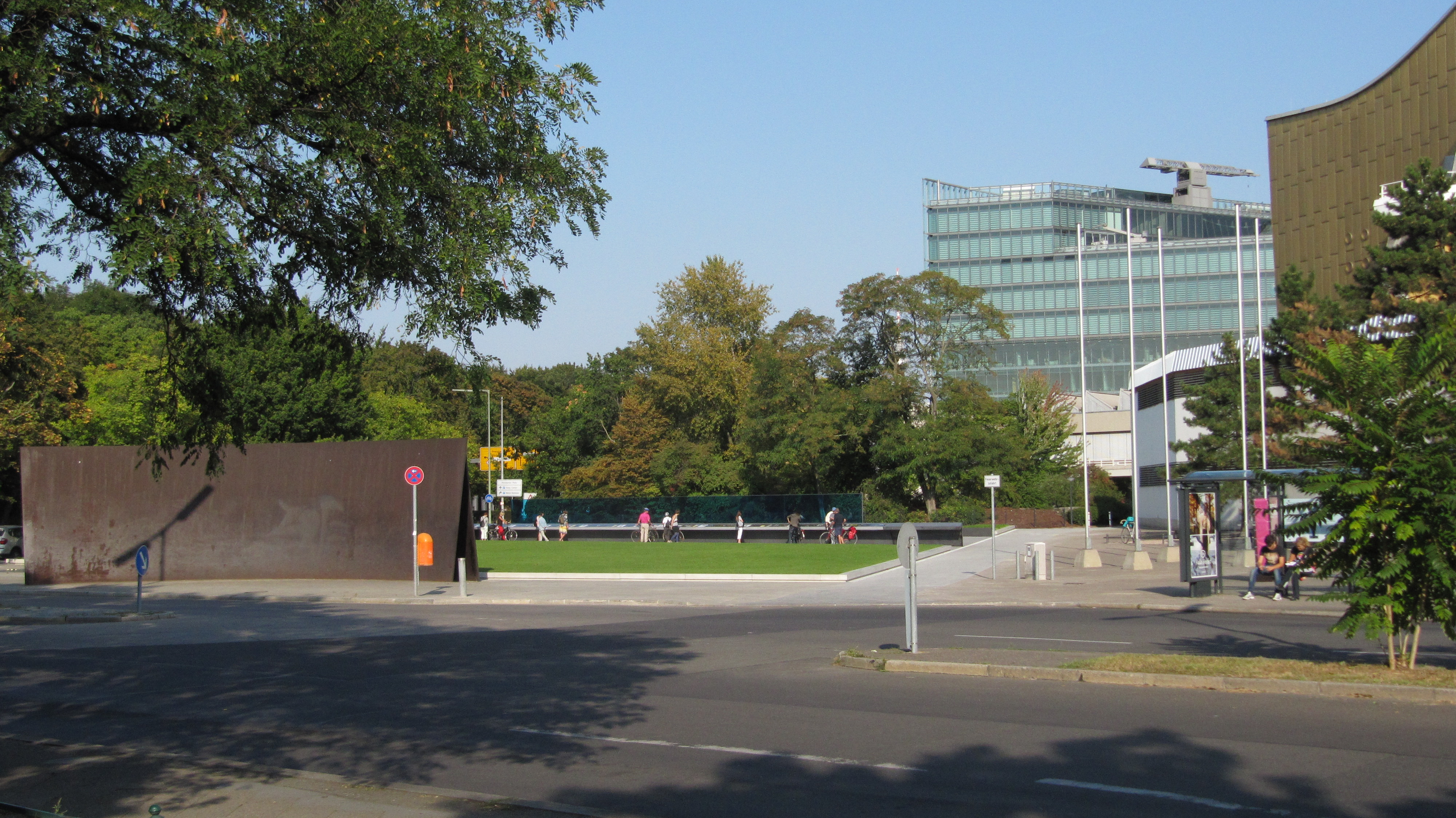
L'ancien et le nouveau mémorial, à côté de la Philharmonie, en 2014